# From the Underground and Below
From the Underground and Below — девятый студийный альбом американской трэш-метал-группы Overkill, выпущенный в 1997 году. Альбом был перевыпущен в 2003 году вместе с Necroshine как часть бокс-сета. Allmusic назвала альбом очередным солидным металлическим актом: «From the Underground and Below вновь демонстрирует стабильно изобретательный и энергичный стиль, который сделал группу одной из лучших андерграундных метал-групп». Вокалист группы Бобби Эллсворт называет альбом одним из своих любимых .

## Список композиций
| №   | Название               | Длительность |
| --- | ---------------------- | ------------ |
| 1.  | «It Lives»             | 4:31         |
| 2.  | «Save Me»              | 4:56         |
| 3.  | «Long Time Dyin'»      | 4:53         |
| 4.  | «Genocya»              | 4:46         |
| 5.  | «Half Past Dead»       | 5:29         |
| 6.  | «F.U.C.T.»             | 4:56         |
| 7.  | «I'm Alright»          | 5:49         |
| 8.  | «The Rip n' Tear»      | 4:18         |
| 9.  | «Promises»             | 4:49         |
| 10. | «Little Bit o' Murder» | 4:09         |

Все песни написаны Бобби Эллсвортом и Ди Ди Верни.

## Участники записи
- Бобби «Blitz» Эллсворт — вокал
- Ди Ди Верни — бас-гитара, бэк-вокал
- Джо Комо — гитара
- Себастьян Марино — гитара
- Тим Маллар — ударные

## Позиции в чартах
| Год  | Чарт                      | Позиция |
| ---- | ------------------------- | ------- |
| 1997 | Billboard Top Heatseekers | 34      |